# Índex Big Mac

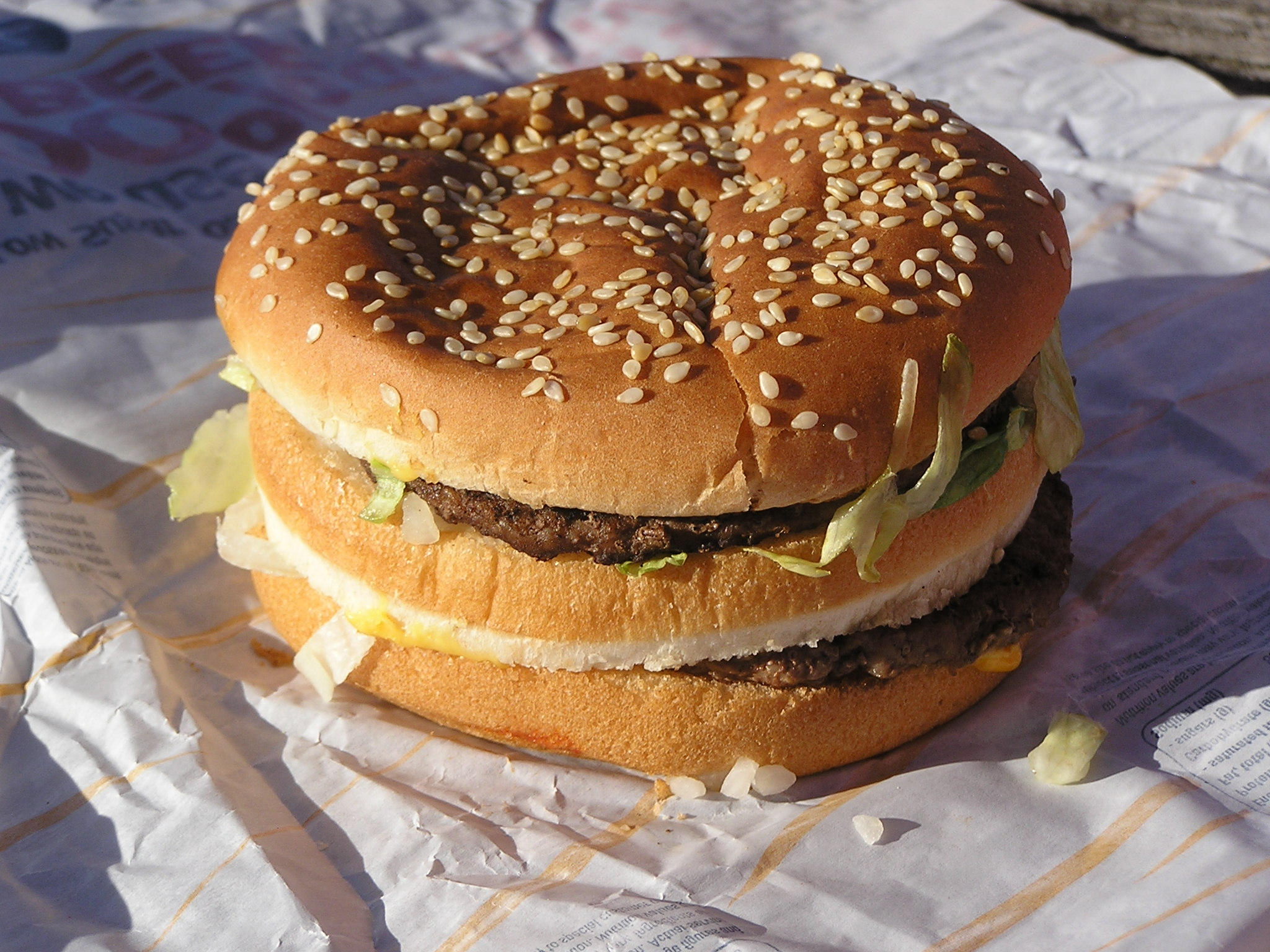
Big Mac de McDonald's a Austràlia

L'Índex Big Mac és una manera informal de mesurar la paritat de poder adquisitiu, PPA (o PPP en les seves sigles en anglès) entre dues monedes.
L'Índex Big Mac fou introduït pel setmanari The Economist el setembre de 1986 com una il·lustració humorística de les diferències de PPA entre països. Des d'aleshores s'ha anat publicant pràcticament anualment.
El tipus de canvi entre dues monedes tendeix de manera natural a ajustar-se de manera que una cistella de béns i serveis hauria de costar, en termes de PPA, el mateix en ambdós països. En l'Índex Big Mac, la "cistella de béns" en qüestió és una sola hamburguesa Big Mac venuda a la cadena de restaurants de menjar ràpid McDonald's. El producte Big Mac fou escollit pel fet que és un bé homogeni que està disponible a un gran nombre de països i perquè les franquícies locals de McDonald's tenen un elevat nivell de responsabilitat en la negociació dels preus de les matèries primeres. Per això, l'índex permet la comparació entre el nivell de poder adquisitiu de diferents economies.

## Metodologia

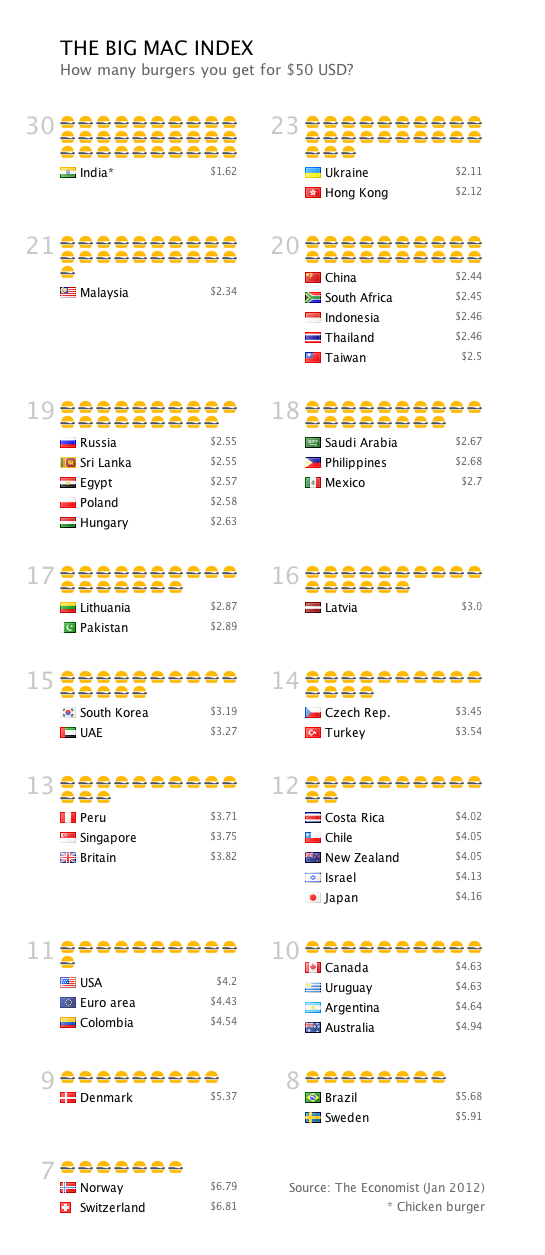
Quantes hamburgueses es poden comprar amb 50 dòlars americans (a gener de 2012).

El tipus de canvi Big Mac PPA entre dos països es calcula dividint el cost d'un Big Mac en un país (en la seva moneda local) pel cost d'un Big Mac a l'altre país (en la seva moneda local). El tipus de canvi obtingut es compara aleshores amb el tipus de canvi del mercat de divises; si és menor, llavors la primera divisa està infravalorada (segons la teoria de la Paritat de Poder Adquisitiu) respecte a la segona, en cas contrari, si és major, la primera divisa està sobrevalorada. En ambdós casos aleshores existirien possibilitats d'arbitratge.
Per exemple, suposem que un Big Mac costa $2.50 als Estats Units i £2.00 al Regne Unit. Llavors, el tipus de canvi, en termes PPA, és 2.50/2.00 = 1.25. SI el tipus de canvi real és de 1.81 dòlars per lliura, llavors la Lliura esterlina està sobrevalorada (1.81 > 1.25) respecte al dòlar en un 44,8%

## Limitacions
L'Índex Big Mac presenta algunes limitacions com a estimador de la Paritat de Poder Adquisitiu. En molts països, menjar en un restaurant de menjar ràpid d'una cadena internacional com ara McDonald's és relativament car comparat amb menjar en un restaurant local. En altres, la demanda de Big Macs no és tant popular com podria ser a països com els Estats Units o l'Índia. Mentre que una persona amb pocs ingressos als Estats Units podria menjar en un McDonald's diversos cops a la setmana, una persona de Colòmbia amb pocs ingressos potser mai menjarà un Big Mac. L'estatus social de menjar en restaurants com McDonald's, la pressió fiscal local o el grau de competència en el sector del menjar ràpid poden fer que aquest no sigui un sector representatiu de l'economia. Per altra banda, no hi ha cap raó teòrica per la qual, en el cas de béns no comerciables internacionalment, com és el cas dels Big Macs, els preus hagin de ser iguals en diferents països. Malgrat aquestes limitacions l'Índex Big Mac ha aconseguit una gran popularitat i és àmpliament citat pels economistes.

## Indicadors similars
El gener del 2004, The Economist va introduir un índex "germà", l'Índex Tall Latte. La idea és similar, però en comptes del Big Mac s'agafa com a cistella de compra una tassa de cafè de la cadena de cafeteries Starbucks. De manera similar, el 1997, el setmanari va publicar un mapa Coca-Cola que il·lustrava la correlació positiva existent entre la quantitat de Coca-Cola consumida per capita en un país i el seu PIB per capita.
El 2006, l'entitat financera suïssa UBS ha publicat un informe en el qual fa un pas més enllà i relaciona l'Índex Big Mac amb els salaris per a fer una comparació internacional del nivell de salaris reals.
El 2009 Bloomberg LP publica un índex similar utilitzant el popular model de llibreria Billy de la multinacional sueca IKEA
El 2016 Sagaci Research publica l'Índex KFC, també molt similar però centrat només en l'Àfrica, on els restaurants Mcdonald's no estan tant estesos mentre que  KFC hi té presència en 20 dels seus països